# Bleach: Dark Souls
Bleach: Dark Souls, conosciuto in Giappone come Bleach DS 2nd Kokui Hirameku Requiem (BLEACH DS 2nd 黒衣ひらめく鎮魂歌（レクイエム）? lett. "Bleach DS 2°: il Requiem tremolante vestito di nero") è un videogioco picchiaduro a incontri del 2007, il secondo gioco del manga Bleach per Nintendo DS. 
La colonna sonora del gioco è Resistance di High and Mighty Color.

## Modalità di gioco
Il gioco introduce nuovi personaggi, nuove mosse per i personaggi del capitolo precedente e nuove modalità di gioco. In Bleach: Dark Souls sono anche presenti degli Hollow di vario tipo, tutti utilizzabili dal giocatore. Il numero delle carte Reifu è aumentato e vengono mostrate più carte sul touchscreen durante la battaglia (4 carte invece di 2). La modalità battaglia Wi-fi è stata migliorata per garantire una migliore esperienza di gioco online.
- Modalità Storia

Gioca a una storia non connessa al manga. Sconfiggi shinigami, hollows e completa i minigiochi.
- Modalità Arcade

Modalità standard Arcade.
- Modalità Scontro

Giocatore singolo vs CPU o multigiocatore Wifi sia locale che online.
- Modalità Addestramento

Allenati con un qualsiasi personaggio sbloccato.
- Modalità Sfida a Tempo

Completa una serie di battaglie nel minor tempo possibile.
- Modalità Sopravvivenza

Sconfiggi il maggior numero di avversari senza mai venire sconfitto.

## Personaggi giocabili
Ai vecchi personaggi del primo capitolo ne sono stati aggiunti 17 nuovi, per un totale di 44 personaggi giocabili.
Personaggi dal primo capitolo
- Ichigo Kurosaki
- Ogihci
- Rukia Kuchiki
- Orihime Inoue
- Uryū Ishida
- Yasutora "Chad" Sado
- Ganju Shiba
- Renji Abarai
- Byakuya Kuchiki
- Gin Ichimaru
- Kenpachi Zaraki
- Tōshirō Hitsugaya
- Momo Hinamori
- Kaname Tōsen
- Sajin Komamura (senza maschera)
- Mayuri Kurotsuchi
- Shunsui Kyōraku
- Jūshirō Ukitake
- Soifon
- Shigekuni Yamamoto-Genryūsai
- Yoruichi Shihouin
- Sōsuke Aizen
- Nemu Kurotsuchi
- Yachiru Kusajishi
- Kon
- Tatsuki Arisawa
- Bonnie (il cinghiale di Ganju Shiba)

Personaggi nuovi
- Kisuke Urahara
- Ururu Tsumugiya
- Kūkaku Shiba
- Yūichi Shibata
- Don Kanonji
- Ririn (personaggio dell'anime)
- Shūhei Hisagi
- Izuru Kira
- Ikkaku Madarame
- Rangiku Matsumoto
- Hanatarō Yamada
- Menos Grande
- Grand Fisher
- Shrieker
- Tsukaima (le creature create da Shrieker)
- Goteitaishi/Shinigami (membro generico dell'Undicesima Divisione)
- Kyugohanin/Infermiera (membro generico della Quarta Divisione)

## Riconoscimenti
Bleach: Dark Souls è stato premiato come "Best Fighting Game" (Miglior Picchiaduro) per Nintendo DS nel video game awards di IGN nel 2008.